# Олав Гейрстад-Альв
Олав сын Гудрёда (др.-сканд. Ólafr Gudrødsson) или, как его стали называть после смерти, Олав Гейрстад-Альв (др.-сканд. Ólafr Geirstaða-Álfr) — полулегендарный норвежский конунг династии Инглингов, упомянутый в «Саге об Инглингах». Сын Гудрёда Охотника, единокровный брат Хальвдана Чёрного, отец Рёгнвальда Достославного. Вместе со своим отцом Олав завоевал значительную часть Раумарики.
Гудрёд умер, когда Олаву было около двадцати лет. Он унаследовал Вестфольд, а когда его брат Хальвдан Чёрный возмужал, разделил с ним владения. Олаф взял южную часть и стал править в Гейрстаде. Братья унаследовали только Вестфольд, так как Вингульмёрк забрал себе Альвгейр, посадив там правителем своего сына Гандальва Альвгейрссона.
Согласно «Саге об Инглингах», Олав был могущественным и воинственным человеком, с виду красивым и высоким.
Олаф умер в возрасте примерно 50 лет от болезни. После смерти его стали почитать "альвом", называя его Гейрстада-Альв, то есть «эльфом из Гейрстадира». Согласно одной из гипотез, Гейрстад (Гьерстад) находится недалеко от Гокстада. Могилу Олава связывают с Гокстадским захоронением, где археологи нашли высокого человека, сидящего на стуле, а врачи установили, что ноги этого человека были поражены артритом.
Олав упомянут в поэме Перечень Инглингов, написанной по заказу его сына Рёгнвальда скальдом Тьодольвом из Хвинира.